# Casa Darwin D. Martin
La Casa Darwin D. Martin fue diseñada por Frank Lloyd Wright; fue construida entre 1903 y 1905, y se encuentra en el n.º 125 de Jewett Parkway en Buffalo (Nueva York). Está considerada como uno de los más importantes proyectos de la época de la Prairie School de Wright, y además es uno de sus mayores proyectos al este de la Pradera, junto con El Guggenheim en la ciudad de Nueva York y la Casa de la Cascada en Pensilvania.

## Historia
La Casa Martin fue el hogar de Darwin D. Martin, un emprendedor, y su mujer Isabelle.
Martin y su hermano, William E. Martin, eran copropietarios de la Compañía E-Z Store Polish, con base en Chicago. En 1902 William contrató a Wright para que le construyera una casa en Oak Park, el resultado fue la Casa de William E. Martin, construida en 1903. Tras ver la casa de su hermano, Martin quedó tan impresionado que visitó el estudio de Wright, y le persuadió para que viera su finca de Búfalo, donde planeaba construir dos casas.
Martin fue instructivo al seleccionar a Wright como arquitecto del Larkin Administration Building, situado en el centro de Búfalo, el primer gran proyecto comercial de Wright, en 1904. Martin era el secretario de la Compañía Larkin Soap, y en consecuencia Wright diseñó casas para otros empleados de Larkin, como William R. Health, y Walter V. Davidson. Wright también diseñó la fábrica de la Compañía E-Z Store Polish, en 1905.
Wright diseñó el complejo como una composición integrada de edificios conectados, consistentes en un edificio principal, la Casa Martin, una gran pérgola que conduce a un invernadero, un garaje para carruajes y una residencia más pequeña, la Casa Barton, que comparte el mismo sitio que la casa Martin, pero que fue diseñada para George F. Barton y su mujer, la hermana de Darwin Martin. El complejo también incluye una choza para el jardinero, el último edificio que se terminó.
Martin, decepcionado con el pequeño tamaño del invernadero, mandó construir otro invernadero de 18 m de largo, construido entre la choza del jardinero y la casa de carruejes, para poder proveer de plantas a la casa y a los jardines. Este invernadero no fue diseñado por Wright.
Durante los siguientes veinte años se forjó una gran amistad entre Wright y Martin, hasta tal punto que los Martin prestaron ayuda financiera y apoyo a Wright cuando su carrera estaba despegando.
En 1926 Wright diseñó la casa de verano de la familia Martin, Graycliff, con vistas al Lago Erie en el cercano Derby. El Mausoleo Cielo Azul que Wright diseñó para los Martin y que no se construyó fue finalmente instalado en el Cementerio de Forest Lawn en 2004.

## Diseño
El complejo ejemplifica el ideal de la Prairie School de Wright y es comparable con otros trabajos de este periodo de su carrera, como la Casa Robie en Chicago y la Casa Dana-Thomas en Springfield, Illinois. Wright estuvo especialmente orgulloso del diseño de la Casa Martin, refiriéndose a ella durante más de 50 años como su “obra”.
En 1900 Edward Bok de la Compañía Curtis Publishing, se empeñó en mejorar los hogares americanos, invitando a los arquitectos a publicar sus diseños en el Ladies’ Home Journal, que podrían ser comprados por los lectores por cinco dólares. En consecuencia el diseño de Wright “Una casa en Prairie Town” fue publicado en 1901 introduciendo por primera vez el término “Prairie Home”. La Casa Martin, diseñada en 1903, le debe mucho a ese diseño. Las fachadas son idénticas, excepto la entrada principal. Un importante fallo es que no hay conexión directa entre la cocina y el comedor. La Casa del Journal tenía una despensa, sin embargo Wright se vio forzado a quitarla ya que tenía que dejar espacio para la pérgola.
Un elemento distintivo de la casa son las ventanas de vidrio que diseñó Orlando Giannini para todo el complejo, algunas de las cuales contienen más de 750 piezas individuales de cristal iridiscente, que actúa como “pantallas de luz” para conectar las vistas exteriores con los espacios de dentro. 
Walter Burley Griffin diseñó los jardines, que fueron creados para integrarse con el diseño arquitectónico. Un jardín semicircular que agrupa una gran variedad de especies, elegidas según se periodo de floración para que el jardín tuviera flores durante todo el periodo de floración, rodeaba el porche de la Casa Martin. El jardín incluye dos estatuas del colaborador de Wright, Richard Bock.

## El Complejo
El complejo en el que se encuentra la Casa Martin se encuentra dentro del Distrito Histórico de Parkside East en Búfalo, que fue establecido por el renombrado paisajista americano Frederick Law Omted en 1876. Darwin Martin adquirió los terrenos del complejo en 1902, y Wright terminó el proyecto en 1907. El Complejo original en el que estaba la Casa Martin tenía 2700 m².
En el complejo se encuentran los siguientes edificios y construcciones:
- La Casa Martin: fue construida entre 1904 y 1905,[11] y se diferencia de otras casas de la época de la Prairie School de Wright debido a su gran tamaño.[13] Martin no impuso ningún límite presupuestario y se cree que Wright gastó cerca de 300000 $.[3][14] En comparación con la casa de su hermano, esta costó 5000 $.[15] En la planta baja de la casa hay una biblioteca, un comedor y un salón que se comunican entre sí, y además en comedor se prolonga hasta un porche cubierto.[9] En la primera planta hay ocho dormitorios y cuatro baños, además de una sala de costura.

- La Casa Barton: su construcción comenzó en 1903,[11] y además de ser el primer edificio en el complejo también fue el primer edificio de Wright en Búfalo.[13] Los principales espacios de la casa se concentran en las dos plantas centrales, donde las salas de recepción, el comedor y el salón se comunican entre sí. Los dos dormitorios principales se encuentran en la segunda planta, cada una en un extremo de un pasillo. La cocina se encuentra en el extremo norte, mientras que en el sur hay un porche.[13] La Casa Barton se encuentra en el lado este del complejo,[16] at 125 Jewett Parkway, Buffalo.[11] en el n.º 118 de Summit Avenue.[11]